# Delaware Water Gap National Recreation Area

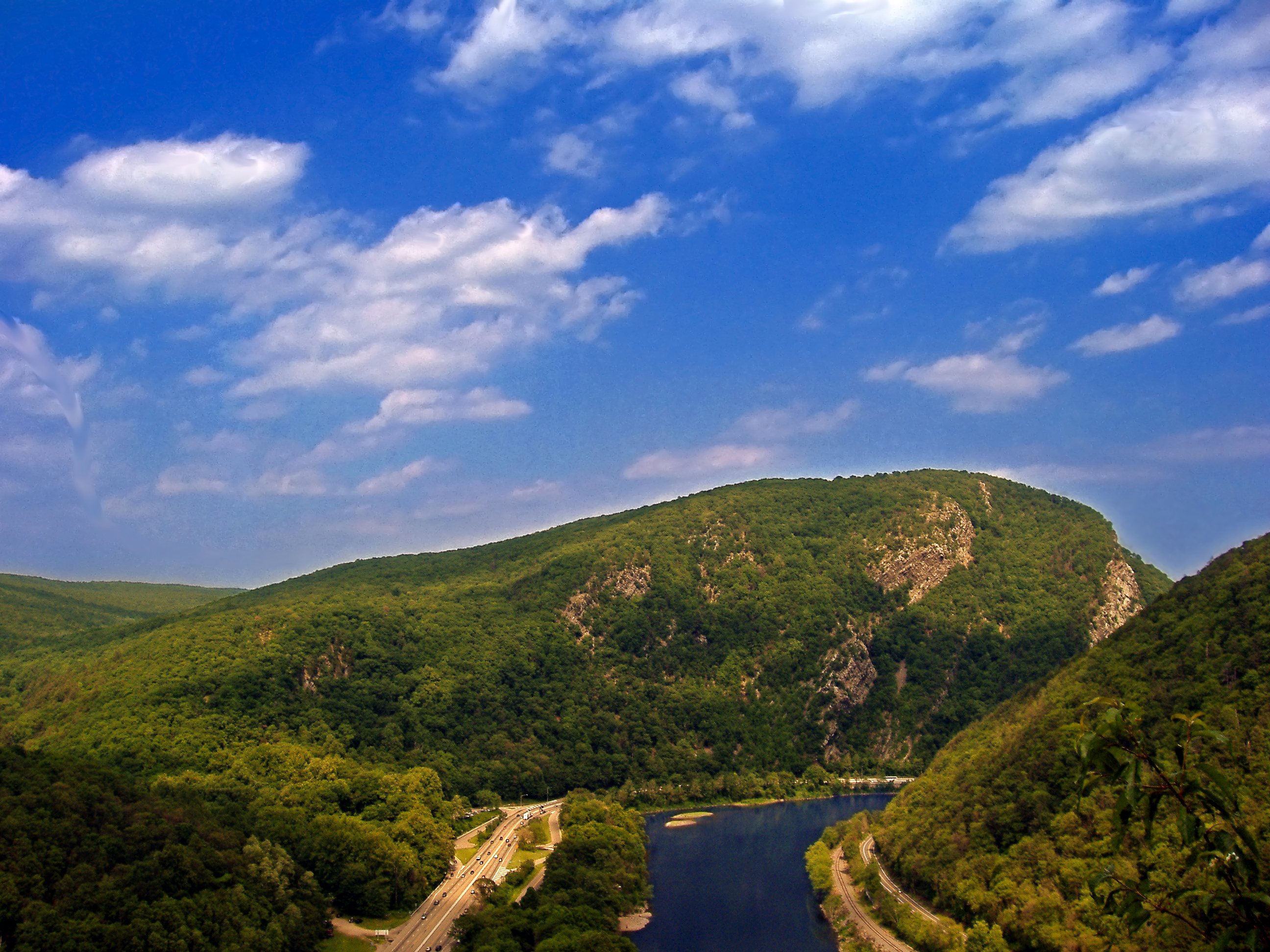
Das namensgebende Durchbruchstal des Delaware Rivers am Südende des Parks, Blick auf den Mt. Tammany.

Der Delaware Water Gap (Delaware-Durchbruch) ist ein Naherholungsgebiet (Delaware Water Gap National Recreation Area) an der Ostküste der USA an der Grenze zwischen New Jersey und Pennsylvania. Der Delaware River verläuft hier durch die Nordausläufer der Appalachen.
Die Delaware Water Gap National Recreation Area ist ein in der weiteren Umgebung häufig benutzter Park zum Rafting, Kanufahren, Schwimmen, Wandern oder Angeln. Da die Delaware Water Gap eine recht große Schwarzbärpopulation aufweist, sind Bären-Sichtungen keine Seltenheit.
Mit dem Red Dot Trail gibt es einen anspruchsvollen Wanderweg des National Park Service (kurz NPS) auf den Gipfel des Mount Tammany, von wo man umfassende Panoramablicke auf das gesamte Gebiet hat.

## Lage
Der Delaware trennt die nördlichen Appalachen an der Delaware Water Gap in die Blue Mountains auf der Pennsylvania-Seite, und die Kittatinny Ridge in New Jersey. Auf New Jersey-Seite hat die Delaware Water Gap mit dem Mount Tammany im Worthington State Forest ihren höchsten Punkt. Auf Pennsylvania-Seite ist Mount Minsi der höchstgelegene Punkt der Water Gap. Entlang der Delaware Water Gap führt der Appalachian Trail.
Die Interstate 80 führt für einige Meilen am Delaware direkt an der Water Gap entlang und bietet Parkplätze zum Wandern, Kanufahren und für Picknicks.